# Iglesia de Tjaba-Yerdi
La iglesia de Tjaba-Yerdi (en ingusetio:ТкъобIa–Ерды; en ruso: Тхаба–Ерды) es una antigua iglesia cristiana medieval, la mayor de la república de Ingusetia, en la Federación Rusa. Se halla en la garganta de Asin, formada por el río Asa (en el emplazamiento de la iglesia afluye el Guloiji), entre los aul de Jairaj y Pui, en el raión de Dzheiraj. El monumento está protegido por el Estado y es parte del Museo de Historia y Arquitectura y Reserva Natural (zapovédnik) Dzheiraj-Asin.
El 10 de noviembre de 2012, se volvió a celebrar una liturgia ortodoxa en la iglesia.

## Historia y arquitectura

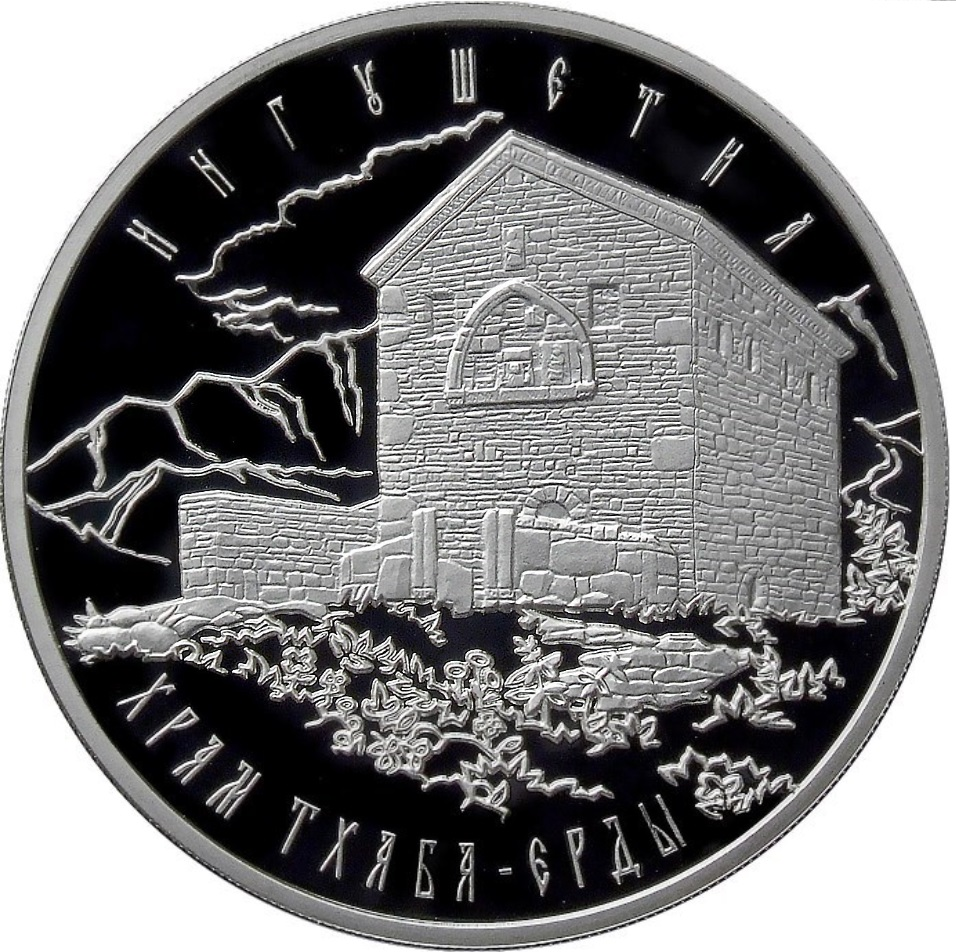
Moneda conmemorativa de Ingusetia con la representación de la iglesia de Tjaba-Yerdi.

El edificio fue descrito por primera vez en las fuentes en 1781 por el oficial del ejército ruso Städer, conocido por sus relatos sobre sus viajes al Cáucaso Norte. Desde la década de 1880 el monumento ha sido objeto de estudio por varios estudiosos rusos, georgianos e ingusetios. Entre 1969 y 1971, un equipo de especialistas georgianos e ingusetios, encabezados por el arquitecto L. Jimshiashvili y el arqueólogo G. Ghambashidze llevaron a cabo una investigación de gran alcance en el área y reconstruyeron la iglesia para asegurar su conservación. La expedición ofreció asimismo una nueva interpretación sobre el nombre de la iglesia: en lugar de la aceptada versión "iglesia de los Santos Dos Mil", los escolares sugerían que el nombre podría haber derivado del nombre de Santo Tomás.
De acuerdo a las evidencias, las estructuras más antiguas de Tjaba-Yerdi se remontan a antes de los siglos VIII y IX, momento en que fueron remodeladas. El templo parece haber sido reconstruido por completo durante el reinado de la reina Tamar de Georgia, entre 1184 y 1213, y reestructurado por última vez en los siglos XV y XVI. Originalmente, la iglesia era una típica iglesia medieval georgiana de planta basilical y tres naves, pero varios elementos de la tradición de la montañosa ingusetia fueron introducidos por sus reconstructores. Aunque la islamización final de la región condujo al abandono de la iglesia como tal, siguió siendo un lugar de reunión para las asambleas de los clanes ingusetios para discutir los asuntos comunes, y para celebrar varias celebraciones.
El edificio no está orientado estrictamente hacia el este, sino considerablemente desviado al norte. El interior está dividido por tres altas arcadas en cuatro sectores desiguales. La iglesia conserva fragmentos de escultura en relieve en las fachadas y detalles ornamentales en las cornisas y arcos. Ha sobrevivido también un fragmento de una inscripción en georgiano.
En 2008 se llevaron a cabo nuevas excavaciones que dieron como resultado el hallazgo de una losa de piedra inscrita y otras estructuras de los edificios anteriores.
La iglesia Tjaba-Yerdi es uno de los cuatro monumentos de Ingusetia clasificados de importancia federal. Los otros tres son la iglesia de Albi-Yerdi, y los mausoleos islámicos de Borga-Kash y Mausoleo de Miatsil.